# Rémering-lès-Puttelange
Rémering-lès-Puttelange là một xã trong tỉnh Moselle, vùng Grand Est đông bắc nước Pháp.